# Huntington Park
Huntington Park é uma cidade localizada no estado americano da Califórnia, no Condado de Los Angeles. Foi incorporada em 1 de setembro de 1906.

## Geografia
De acordo com o United States Census Bureau, a cidade tem uma área de 7,82 km², onde 7,8 km² estão cobertos por terra e 0,02 km² por água.

### Localidades na vizinhança
O diagrama seguinte representa as localidades num raio de 8 km ao redor de Huntington Park.

## Demografia
Segundo o censo nacional de 2010, a sua população é de 58 114 habitantes e sua densidade populacional é de 7 454,47 hab/km², tornando-a a terceira cidade mais densamente povoada da Califórnia. Possui 15 151 residências, que resulta em uma densidade de 1 943,47 residências/km².